# جاي دبليو بيكر
جاي دبليو بيكر (بالإنجليزية: Jay W. Baker)‏ مواليد 12 أبريل 1961 في سويتواتر، الولايات المتحدة، هو ممثل ومنتج أمريكي بدأ مسيرته الفنية سنة 1978.

## الأعمال

### مسلسلات
- ذا دوكس اوف هازرد (1982)
- ستار تريك: ديب سبيس ناين (1995) (بدور: ستيفنز)
- بيواتش (1997)

## روابط خارجية
- جاي دبليو بيكر على موقع IMDb (الإنجليزية)
- جاي دبليو بيكر على موقع قاعدة بيانات الفيلم (الإنجليزية)
- جاي دبليو بيكر على موقع كينوبويسك (الروسية)